# Comparsa de Moros Nazaríes

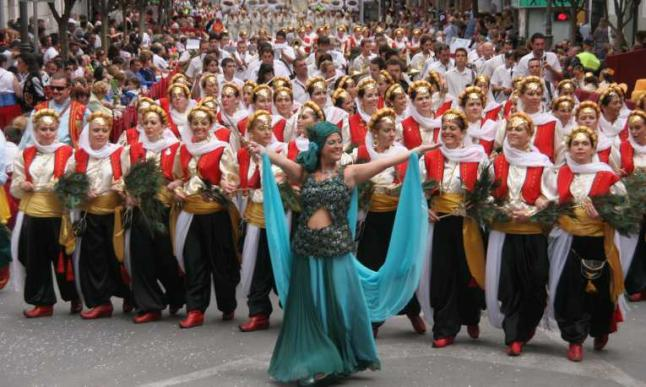
Segundo bloque femenino de la Comparsa de Moros Nazaríes de Villena

Los Nazaríes son una de las catorce comparsas que participan en las Fiestas de Moros y Cristianos de la ciudad de Villena (España).

## Historia
Fundada por Paco Seguí, socio de la Comparsa de Moros Nuevos al que estos no permitían salir de "cabo" (cargo que desempeña la función de dirigir un bloque de escuadras). De esta forma, junto con un grupo de familiares y amigos, Seguí decide crear su propia comparsa. En un comercio de la calle Mayor, se reúnen en torno a un maniquí para hacer las pruebas de color al nuevo traje y el 5  de septiembre de 1955 los Moros Nazaríes hacen su debut participando en el desfile de la Entrada.
El arqueólogo villenense José Mª Soler fue el encargado de encontrar un nombre apropiado para la formación, sugiriendo el de Árabes Nazaritas o Nazaríes, optando éstos por el segundo como denominación oficial.
Fue la comparsa pionera en la participación de la mujer en la fiesta, con una primera escuadra femenina desfilando en la Cabalgata de 1987. Lo hizo luciendo un traje diseño del pintor Pedro Marco, que a día de hoy sigue sin alteración alguna. Salió sin cabo y como grupo alegórico, sin embargo le supuso una sanción a la comparsa. Al año siguiente se logró suprimir la frase "varón de buenas costumbres" de los estatutos de la Junta Central de Fiestas.

## Escuadras especiales
- Jeques
- Benimerines
- Hurí
- Zegríes
- Guadix
- Arcabuceros
- Zaris